# Сеплас
Сеплас — река в России, протекает в Уренском и Ветлужском районах Нижегородской области. Устье реки находится в 21 км по левому берегу бокового рукава, образовавшегося из старицы реки Ветлуга. Длина самого рукава составляет 29 км, то есть устье Сепласа находится в 8 км от его начала и в 21 км от впадения рукава в основное русло Ветлуги. Длина реки составляет 21 км, площадь водосборного бассейна 120 км².
Сеплас берёт начало около деревни Девушкино в 23 км к северо-западу от города Урень. По территории Уренского района преодолевает первые несколько сот метров, затем перетекает в Ветлужский район. Река течёт на север по ненаселённому лесному массиву.

## Данные водного реестра
По данным государственного водного реестра России относится к Верхневолжскому бассейновому округу, водохозяйственный участок реки — Ветлуга от города Ветлуга и до устья, речной подбассейн реки — Волга от впадения Оки до Куйбышевского водохранилища (без бассейна Суры). Речной бассейн реки — (Верхняя) Волга до Куйбышевского водохранилища (без бассейна Оки).
Код объекта в государственном водном реестре — 08010400212110000042611.